# 三河金騋农牧有限责任公司
三河金騋农牧有限责任公司（三河马场）是中国内蒙古自治区呼伦贝尔市额尔古纳市下辖的一个类似乡级单位，为一国营农场。

## 行政区划
三河金騋农牧有限责任公司共辖以下地区：
- 上护林屯六队
- 下护林屯（五队）
- 第一生产队
- 好尔基屯（第七生产队）
- 其洛图屯（第十生产队）
- 北山屯（第八生产队）
- 西地营子屯（第十二生产队）
- 得尔布屯（第十一生产队）
- 奶牛村（第九生产队）
- 第四生产队
- 第三生产队[1]